# 道の駅淡河

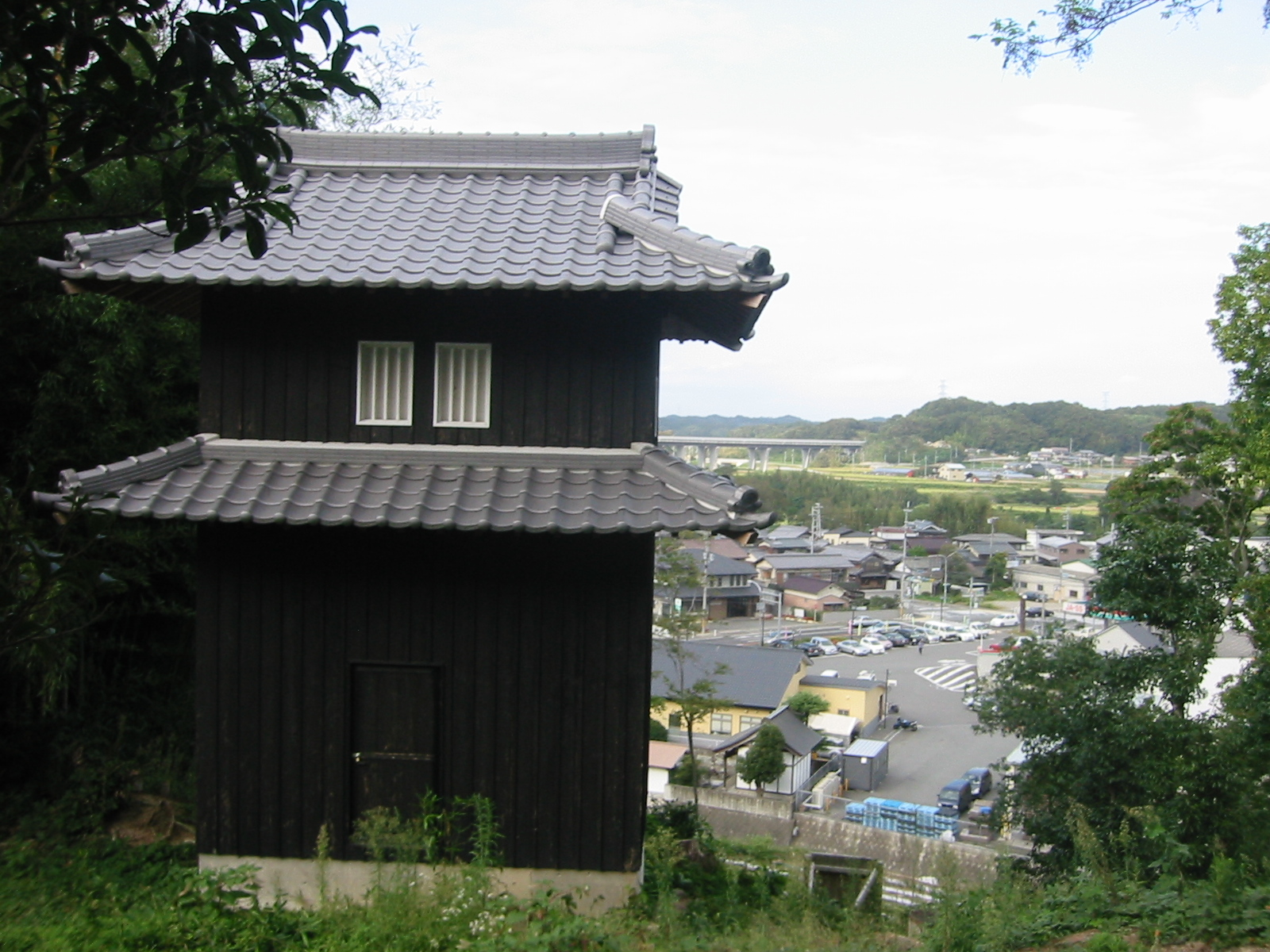
淡河城址から望む道の駅淡河

道の駅淡河（みちのえき おうご）は、兵庫県神戸市北区にある兵庫県道38号三木三田線の道の駅である。
2002年（平成14年）8月13日に道の駅に登録された。なお、初めて政令指定都市に設けられた道の駅であった。
2019年（令和元年）12月21日にリニューアルグランドオープン。

## 施設
- 駐車場[1]
  - 普通車：51台
  - 大型車：2台
  - 身障者用：2台
- トイレ
  - 男：5器
  - 女：4器
  - 身障者用：1器
- レストラン「そば処「淡竹（あわたけ）」」（10時30分 - 17時）[1]
- 物販コーナー「農協市場館 道の駅淡河」（10時 - 17時）[1]
- 公衆電話：1台

## 定休日
- 年中無休（物販コーナーのみ毎週水曜日）

## アクセス
- 兵庫県道38号三木三田線 - 登録路線
- 国道428号

### バス停
道の駅のすぐ近くにある淡河本町交差点（県道三木三田線と国道428号の交点）付近に神姫バスのバス停が設けられている。
- 淡河本町停留所（交差点より東側にある）
  - 15系統：三木営業所 行／三田 行
  - 65系統：三木営業所 行／岡場駅 行
- 淡河本町北停留所（交差点より北側）
  - 三ノ宮 行／吉川庁舎前（よかたん温泉前） 行

## 周辺の施設など
- 淡河城